# Commissie voor Slachtoffers van de Atoombom
De Commissie voor Slachtoffers van de Atoombom (ABCC) (Japans: 原爆傷害調査委員会, Genbakushōgaichōsaiinkai Engels:Atomic Bomb Casualty Commission) was een commissie die in 1946 werd opgericht in overeenstemming met een presidentiële richtlijn van Harry S. Truman aan de National Academy of Sciences-National Research Council om onderzoeken uit te voeren naar de late effecten van straling bij de atoombomoverlevenden in Hiroshima en Nagasaki. Omdat het puur werd opgericht voor wetenschappelijk onderzoek en studie, en niet als een aanbieder van medische zorg, en ook omdat het zwaar werd ondersteund door de Verenigde Staten, werd de ABCC over het algemeen gewantrouwd door de meeste overlevenden en Japanners. Het functioneerde bijna dertig jaar voordat het in 1975 werd ontbonden.

## Geschiedenis
De Commissie voor Slachtoffers van de Atoombom (ABCC) werd gevormd na de Amerikaanse aanval op Hiroshima en Nagasaki op 6 en 9 augustus 1945. De ABCC begon oorspronkelijk als de Joint Commission. De ABCC stelde zich ten doel om technische informatie uit eerste hand te verkrijgen en een rapport op te stellen om mensen bewust te maken van de mogelijkheden voor een langetermijnonderzoek naar slachtoffers van de atoombom. In 1946 riep Lewis Weed, hoofd van de National Research Council, een groep wetenschappers bijeen die het erover eens waren dat een "gedetailleerde en langetermijnstudie van de biologische en medische effecten op de mens" "van het grootste belang was voor de Verenigde Staten en de mensheid in het algemeen." President Harry S. Truman gaf op 26 november 1946 opdracht tot de oprichting van de ABCC. De belangrijkste leden van de ABCC waren Lewis Weed, National Research Council artsen Austin M. Brues en Paul Henshaw, en legervertegenwoordigers Melvin A. Block en James V. Neel, die ook een arts was met een Ph.D. in genetica.
De vijfde persoon in het team was USNV Ltd. Jg Fredrick Ullrich van het Naval Medical Research Center, aangesteld door de National Research Council op voorstel van het Surgeon General's Office.

## Het werk van de Commissie voor Slachtoffers van de Atoombom
De ABCC arriveerde in Japan op 24 november 1946 en maakte zich vertrouwd met de procedures van het Japanse leger. Ze bezochten Hiroshima en Nagasaki om te zien welk werk daar werd gedaan. Ze ontdekten dat de Japanners een goed georganiseerde medische groep hadden onder de Japanse National Research Council, die studies uitvoerden naar zowel onmiddellijke als vertraagde schade door de atoombom bij overlevenden. Het is bijna onmogelijk om een exact aantal te krijgen van hoeveel mensen er zijn omgekomen bij de twee bombardementen, omdat beide steden mensen hadden die geëvacueerd waren vanwege de oorlogsomstandigheden. Hiroshima verwachtte bombardementen omdat het een belangrijk militair bevoorradingscentrum was, dus veel mensen hadden de stad verlaten. Er waren ook mensen uit omliggende gebieden die onregelmatig de stad binnenkwamen om te werken. Robert Holmes, directeur van de ABCC van 1954-1957, zei dat "[de overlevenden] de belangrijkste levende mensen zijn".
De ABCC maakte ook gebruik van het werk van Chinese wetenschappers, die de overlevenden al bestudeerden voordat de ABCC in Japan arriveerde, waardoor er informatie was van zowel Amerikaanse als Chinese kant. Masao Tsuzuki was de vooraanstaande Japanse autoriteit op het gebied van de biologische effecten van straling. Hij zei dat er vier oorzaken van letsel waren in de gebombardeerde steden: hitte, explosie, primaire straling en radioactief giftig gas. In een rapport van Tsuzuki beantwoordde hij de vraag: "Wat doet sterke radioactieve energie met het menselijk lichaam?" Zijn antwoord was: "schade aan het bloed, daarna aan de hematopoëtische organen zoals beenmerg, milt en lymfeklieren. Allen worden vernietigd of ernstig beschadigd. Longen, darmen, lever, nieren enz. worden beïnvloed en hun functies worden verstoord als gevolg." De schade werd ingedeeld naar ernst. Mensen met ernstige schade waren mensen die zich binnen een straal van 1 km van het hypocentrum bevonden. De ernstig getroffenen stierven meestal binnen enkele dagen, sommigen leefden maximaal twee weken. Matige schade werd gezien bij mensen binnen een straal van 1–2 km van het hypocentrum, en deze mensen leefden 2–6 weken. Mensen binnen een straal van 2–4 km hadden lichte schade, die geen dood veroorzaakte, maar wel gezondheidsproblemen gaf gedurende enkele maanden na blootstelling.

## De groei van de ABCC
De ABCC groeide snel in 1948 en 1949. Het aantal medewerkers verviervoudigde in slechts één jaar. In 1951 bedroeg het totaal 1063 medewerkers – 143 geallieerden en 920 Japanners. Misschien was het belangrijkste onderzoek uitgevoerd door de ABCC de genetica-studie, die zich richtte op de onzekerheden rondom de mogelijke langetermijneffecten van ioniserende straling bij zwangere vrouwen en hun ongeboren kinderen. De studie vond geen bewijs voor wijdverbreide genetische schade. Wel werd een verhoogde incidentie van microcefalie en verstandelijke beperking vastgesteld bij kinderen die het meest nabij in de baarmoeder waren blootgesteld aan de straling van de bommen. Het genetica-project onderzocht de effecten van straling op de overlevenden en hun kinderen. Dit project bleek het grootste en meest interactieve programma van de ABCC te zijn. In 1957 nam Japan de Wet op de Hulpverlening aan Atoombomslachtoffers aan, die bepaalde personen recht gaf op twee medische onderzoeken per jaar. De Japanse term voor de overlevenden van de atoombommen is hibakusha. De kwalificaties voor medische zorg waren degenen die zich binnen enkele kilometers van het hypocentrum bevonden op het moment van de bombardementen; degenen binnen 2 kilometer van het hypocentrum binnen twee weken na de bombardementen; degenen blootgesteld aan straling door fall-out en kinderen die in de baarmoeder waren van vrouwen die aan een van de andere categorieën voldeden.

### Voor- en nadelen van de ABCC
Er waren zowel voor- als nadelen aan de ABCC. De nadelen: ze negeerden de behoeften van de Japanners in kleine details. De vloer in de wachtkamer voor moeders en baby's was gepolijst linoleum, en vrouwen met houten klompen uitglijden en vallen. De borden en tijdschriften in de wachtkamers waren in het Engels. De ABCC behandelde de overlevenden die ze bestudeerden niet daadwerkelijk, ze bestudeerden hen alleen gedurende langere periodes. Ze moesten tijdens werkdagen komen voor onderzoek, waardoor ze een dag loon verloren, en ze kregen weinig compensatie.
De ABCC voerde medische onderzoeken uit bij hibakusha en obducties bij overledenen, en verzamelde talloze bloed- en urinemonsters. Echter, zij verleenden geen enkele vorm van medische behandeling, hoewel behandeling wel was wat de hibakusha wensten. Dit leidde tot kritiek dat ze als proefkonijnen werden behandeld, ondanks dat de oorlog voorbij was.
De voordelen: ze verschaften mensen waardevolle medische informatie. Baby's kregen bij de geboorte en opnieuw bij 9 maanden een controle, wat destijds ongebruikelijk was. Medische controles bij gezonde baby's waren toen onbekend. Ook volwassenen profiteerden van frequente medische onderzoeken.

## De ABCC wordt de RERF
In 1951 was de Atomic Energy Commission (AEC) van plan de financiering van het werk van de ABCC in Japan stop te zetten. Echter, James V. Neel deed een beroep en de AEC besloot hen $20.000 per jaar te financieren, voor drie jaar, om het onderzoek voort te zetten. In 1956 publiceerden Neel en William J. Schull hun definitieve versie van The Effect of Exposure to the Atomic Bombs on Pregnancy Termination in Hiroshima and Nagasaki. Dit monografie gaf een gedetailleerde beschrijving van alle verzamelde gegevens. Ondanks hun inspanningen nam het vertrouwen in de ABCC af, daarom werd de ABCC de Radiation Effects Research Foundation (RERF), en met de nieuwe naam en administratieve organisatie werd de financiering van het onderzoek naar overlevenden gelijkelijk door de Verenigde Staten en Japan verzorgd. De RERF werd opgericht op 1 april 1975. Als een binationale organisatie geleid door zowel de Verenigde Staten als Japan, is de RERF nog steeds operationeel.

## Kritieken en Discussies over de ABCC
De Commissie voor Slachtoffers van de Atoombom (ABCC, 1946–1975) verzamelde informatie over de medische effecten van de atoombom op hibakusha zonder enige medische zorg, hulp of financiële compensatie te bieden voor onderzoeken die soms een hele dag konden duren voor een al arm bevolkingsdeel. Hoewel het geen onderdeel was van de bezettingsautoriteiten, diende het als een informatietool voor de Verenigde Staten. Terwijl Japanse en Amerikaanse artsen aan het project werkten, nam de Verenigde Staten uiteindelijk alle onderzoeksgegevens, studies, foto’s en specimens (inclusief lichaamsdelen, soms zonder toestemming van de familie) in bezit, waarvan een groot deel tot op heden in de VS blijft. Informatie verzameld door artsen mocht tijdens de bezetting niet in Japan worden gepubliceerd of gedeeld. Dit betrof ook medische rapporten en autopsies van hibakusha. De meeste rapporten over de humanitaire gevolgen van de bom werden zowel in de Verenigde Staten als Japan onderdrukt. Propaganda werd ook gebruikt om medische bevindingen, vooral betreffende stralingseffecten, tegen te spreken in de Amerikaanse pers. Terwijl Japanse artsen patiënten behandelden en data verzamelden, werden deze rapporten later door de Verenigde Staten meegenomen, was publicatie verboden, en blijven ze moeilijk toegankelijk bij de National Archives in Maryland. Bepaalde menselijke specimens en klinische studies werden tot mei 1973 in de VS bewaard, wat leed veroorzaakte bij de families van hibakusha.
Veel hibakusha getuigen van de vernedering om urenlang naakt te moeten blijven terwijl ze werden gefotografeerd, gefilmd en onderzocht als proefpersonen door de ABCC. Ze moesten de schaamte doorstaan van ernstige kaalheid te tonen, bloedmonsters af te staan en weefselafnames te ondergaan zonder enige ondersteuning. Slachtoffers meldden intimidatie door de ABCC, die hen vaak opriep voor onderzoeken of zelfs kinderen van scholen haalde zonder toestemming van ouders (of ondanks protesten van ouders). De urenlange onderzoeken vormden een extra last voor hibakusha, waardoor het moeilijk werd werk te vinden, zonder enige financiële compensatie of zelfs verfrissingen, ondanks hun extreme armoede. De ABCC voerde ook talloze autopsies uit, tot 500 per jaar, waarbij weefsels en lichaamsdelen werden verwijderd, vaak zonder toestemming van familie, om naar de Verenigde Staten te sturen. Deze autopsies werden vaak direct na overlijden uitgevoerd, wat de families verder kwelde. Overlevenden ondergingen voortdurende intimidatie zonder enige compensatie, en de overledenen, inclusief kinderen, werden ontleed.

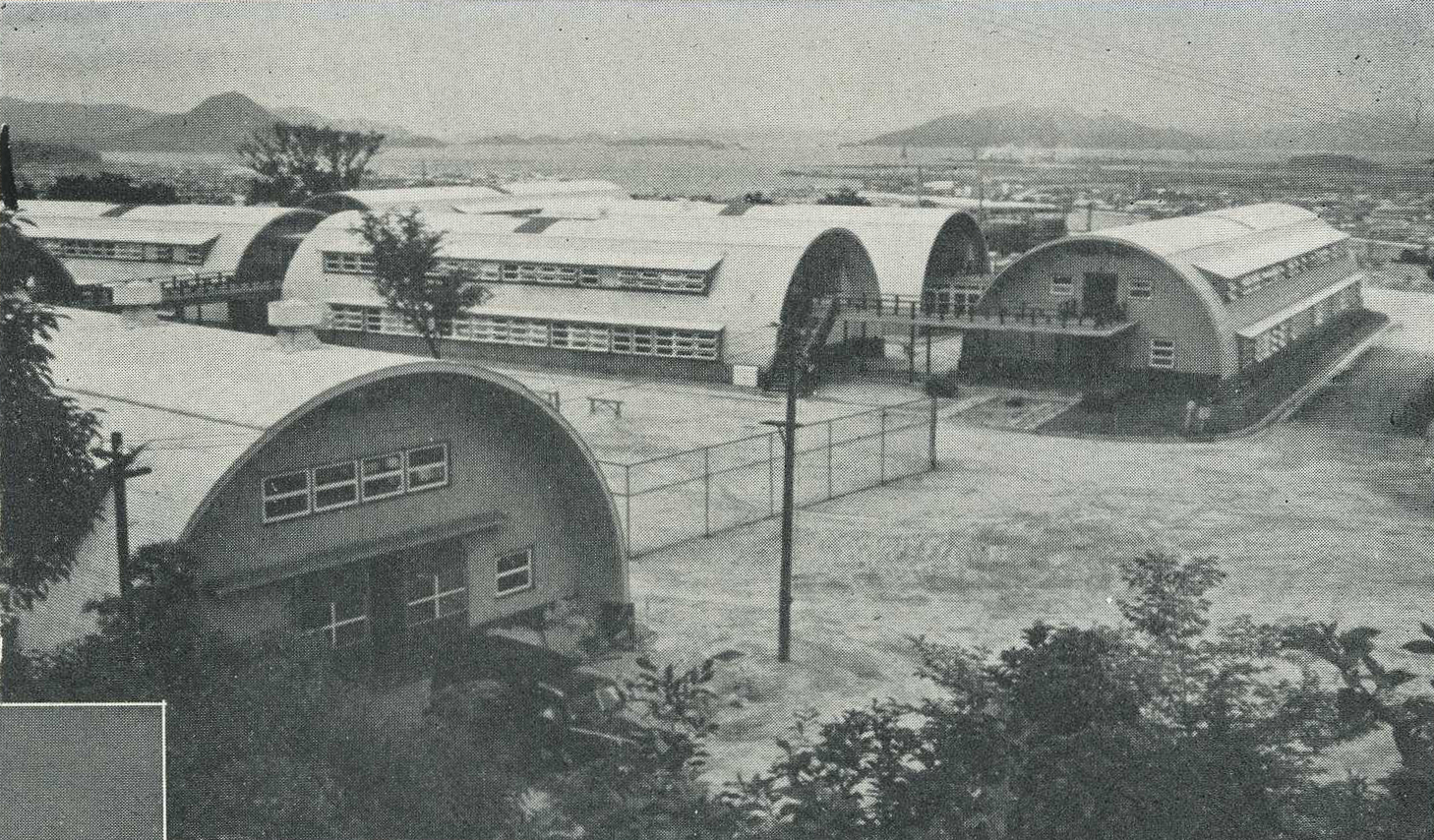
ABCC faciliteit, 1955.

De meeste zwangere vrouwen die de bombardementen overleefden, kregen een miskraam, terwijl de overlevende baby’s microcefalie, hartziekten, ernstige mentale retardatie en ontwikkelingsachterstanden hadden door hoge stralingsblootstelling in de baarmoeder. Vrouwen kregen te horen dat stress en ondervoeding de oorzaak waren, wat hen ertoe bracht zichzelf de schuld te geven. Door censuur kwamen zij pas later achter de ware oorzaken van deze afwijkingen.
Zonder beschikbare data konden geen conclusies worden getrokken, wat publicatie over hibakusha verhinderde. Door censuur kon geen Japanner leren over de gevolgen van stralingsblootstelling, wat leidde tot de dood van degenen die aan radioactiviteit blootgesteld bleven. Voor overleden hibakusha schond het verwijderen van organen zonder toestemming de wensen van families. Voor overlevenden verdwenen vaak hun medische dossiers — cruciaal om hun hibakusha-status te bewijzen en adequate medische hulp te verkrijgen. Tegen de tijd dat medische rapporten toegankelijk werden, was het voor veel hibakusha te laat.
Toen hibakusha eindelijk medische hulp van de Japanse overheid kregen, moesten ze bewijsstukken overleggen om hun status aan te tonen. Omdat meer dan 23.000 gegevens, waaronder klinische rapporten, menselijke resten en andere materialen, tot mei 1973 als staatsgeheimen in de VS werden bewaard, hadden veel hibakusha moeite hun status te bewijzen.
Vergelijkbaar met de Tuskegee-syfilisonderzoek wordt het soms aangehaald als voorbeeld van medische interventie die vooral experimenteel was en minder om de patiëntenzorg ging.

### Nishiyama wijk in Nagasaki
De Commissie voor Slachtoffers van de Atoombom (ABCC) richtte zich ook op de Nishiyama  wijk in Nagasaki. Tussen het hypocentrum en Nishiyama lagen bergen, die voorkwamen dat de straling en hitte van de explosie direct Nishiyama bereikten, waardoor er geen directe schade ontstond. Echter, door vallende as en regen was er nog steeds aanzienlijke straling aanwezig. Daarom werden na de oorlog gezondheidsonderzoeken uitgevoerd zonder de lokale bevolking te informeren over het werkelijke doel. Aanvankelijk werden deze studies in Nishiyama uitgevoerd door het Amerikaanse leger, maar later werden ze overgedragen aan de Commissie voor Slachtoffers van de Atoombom.
Enkele maanden na de atoombomaanvallen vertoonden inwoners van Nishiyama een significante toename van het aantal witte bloedcellen. Bij dieren kan leukemie ontstaan na blootstelling aan straling over het hele lichaam, daarom wilden onderzoekers onderzoeken wat er bij mensen gebeurt. Ook werd Osteosarcoma vastgesteld bij mensen na orale opname van radioactief materiaal. Volgens het rapport geschreven door de Commissie voor Slachtoffers van de Atoombom werden de bewoners van de Nishiyama wijk, die niet direct door de atoombom getroffen waren, beschouwd als een ideale populatie om de effecten van resterende straling te observeren.
De Verenigde Staten vervolgden het onderzoek naar de resterende straling zelfs nadat Japan zijn onafhankelijkheid herwon, maar de resultaten werden nooit gedeeld met de inwoners van Nishiyama. Als gevolg hiervan bleven de inwoners na de oorlog landbouw bedrijven, maar nam het aantal leukemie-patiënten toe en stierven meer mensen.
Na de atoombomaanvallen wilden Japanse wetenschappers onderzoek doen om de hibakusha te helpen genezen, maar de SCAP stond het Japanse onderzoekers niet toe om de schade veroorzaakt door de atoombom te bestuderen. Vooral tot 1946 waren de regels streng, wat bijdroeg aan een toename van sterfgevallen door stralingsblootstelling.

### Gebruik van Thorotrast en ABCC-onderzoek in Hiroshima
Na de Tweede Wereldoorlog voerde de Commissie voor Slachtoffers van de Atoombom (ABCC), opgericht door de Verenigde Staten in Hiroshima, medisch onderzoek uit met de radioactieve contrastvloeistof Thorotrast en een vergelijkbaar middel genaamd Umbra-Tor. Tussen 1949 en 1951 werden deze middelen toegediend aan mannelijke patiënten van 19 tot 71 jaar in een ziekenhuis in Kure, prefectuur Hiroshima, waarna röntgenonderzoek werd uitgevoerd in ABCC-faciliteiten.
Thorotrast werd internationaal veel gebruikt van de jaren 1930 tot 1940. Omdat het lang in het lichaam blijft en straling uitzendt, werd het geassocieerd met het risico van interne stralingsblootstelling en kanker. In Japan wordt geschat dat tussen de 20.000 en 30.000 mensen voor het einde van de oorlog Thorotrast-injecties kregen.
Een ABCC-rapport uit 1964 meldde dat van 56 personen die het contrastmiddel kregen, negen waren overleden in 1961, wat vermoedens opriep van langetermijneffecten van straling, hoewel geen direct verband met de doodsoorzaak werd aangegeven. Van de 23 overlevende patiënten hadden er 20 nog resten van het middel in hun lichaam, en 14 vertoonden symptomen zoals fibrose. Dit markeerde een verschuiving van eerdere, meer positieve beoordelingen van Thorotrast naar een voorzichtiger standpunt.
Hoewel Thorotrast in de Verenigde Staten vanwege veiligheidsredenen niet was goedgekeurd, ging het onderzoek naar de effecten ervan door in het bezette Hiroshima. Er wordt gesuggereerd dat de onderzoeksgegevens later uit Japan zijn verwijderd en naar het buitenland zijn gebracht.

### Kritiek op niet-therapeutisch menselijk onderzoek
De Verenigde Staten voerden onderzoek uit naar de effecten van straling in Japan. Hibakusha werden willekeurig opgeroepen naar faciliteiten die op ziekenhuizen leken, maar in plaats van medische behandeling te ontvangen, werden tienduizenden overlevenden gebruikt als proefpersonen door de Commissie voor Slachtoffers van de Atoombom (ABCC). Wanneer medische professionals levensbedreigende aandoeningen bij de overlevenden constateerden, maakte de ABCC deze informatie niet bekend en gaf geen behandeling, maar koos ervoor om de voortgang van de ziekten te observeren.
De Australische historicus Paul Ham heeft de behandeling van de ABCC van de atoombom-overlevenden bekritiseerd als het gebruik van hen als laboratoriumratten.

De richtlijn vermeldde geen behandeling: levensverlenging, pijnverlichting waren noch de bedoeling noch het bijproduct van het werk. Of de patiënten – of nauwkeuriger gezegd de proefpersonen – leefden of stierven, deed er niet toe voor het mandaat van de buitenlandse artsen. Hoe de slachtoffers leefden of stierven, of hun toestand verbeterde of verslechterde; of zij op een later tijdstip kanker kregen of het doorgaven aan hun kinderen; dit waren de vragen van koude wetenschappelijke analyse. Kortom, bestraalde Japanse burgers dienden als Amerikaanse laboratoriumratten. Hierin lag een voordeel – zouden toekomstige rationalisten beargumenteren – van het bombarderen van een stad: het verzamelen van wetenschappelijke gegevens over gammastraling.

## Verdere literatuur
- The Atomic Bomb Casualty Commission in retrospect, PNAS, door Frank W. Putnam.
- M. Susan Lindee (1994). Suffering Made Real: American Science and the Survivors at Hiroshima. University Of Chicago Press. ISBN 0-226-48237-5.
- Sue Rabbitt Roff (1995). Hotspots: The Legacy of Hiroshima and Nagasaki. Cassell. ISBN 0-304-33438-3.
- White Light/Black Rain: The Destruction of Hiroshima and Nagasaki (2007)
- G.W.Beebe (1979). Reflections on the work of the Atomic Bomb Casualty Commission in Japan